# نهر تشي ساداني
نهر تشي ساداني (Cisadane) هو 138 كيلومتر (86 ميل) نهر طويل في شمال جاوة الغربية، اندونيسيا. النهر مصدره في جبل ماندلاوانجي، ويمر عبر بوكور وتانقيرانغ قبل أن يصب في بحر جاوة.
تجري الأنهار في بنتن، أقصى مقاطعة جافا، بالتوازي تقريبًا مع بعضها البعض. أهمها هي فيته، وتدعى تشي بنتن على الروافد الدنيا بالقرب من مدينة كوتا بانتين، وأوجونغ، الذي يدخل البحر في بونتانغ، ودوريان، الذي يدخل البحر في تنارا، ومانشوري، وساداني.  يرتفع تشي ساداني في منطقة بريانيان الجبلية وفي عام 1682 شكل الحدود بين شركة شركة الهند الشرقية الهولندية (VOC) وباتافيا (جاكرتا الحديثة). 
تتدفق أنهار دوريان ومانسوري وسادان عبر سهل تانجيرانج .  في عام 1911، بدأت الحكومة الاستعمارية في إعداد خطة للري، وفي عام 1914 قررت أن المساحات المختلفة في السهل يجب أن تخضع للشراء الإجباري لهذا الغرض. في عام 1919، تم إصدار خطة يتم فيها رى الشمال من السهل بواسطة سي سادان والمنطقة الجنوبية بواسطة سي دوريان.